# Santa Catarina (Morelos)

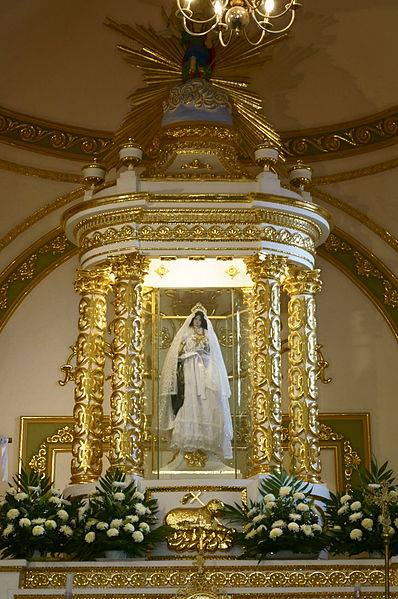
santa catalina de Alejandría. Santa Catarina Zacatepec, Tepoztlán

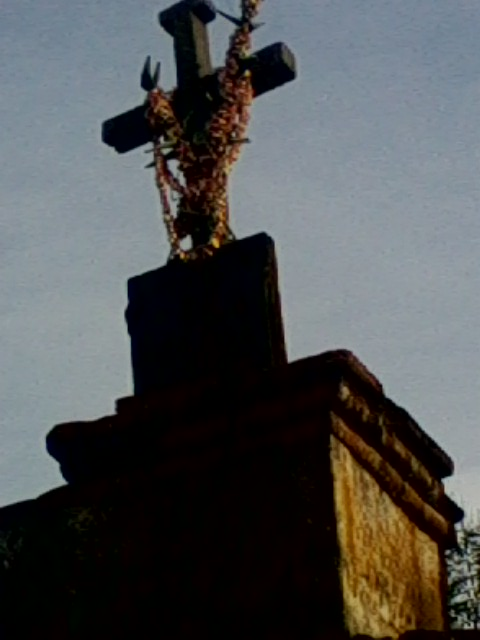
cruz de Santa Catarina zacatepec

Santa Catarina Zacatepec es uno de pueblos que conforman el municipio de Tepoztlán, en el estado de Morelos, México. También es conocido con el nombre nahuatl de Zacatepetl, que significa cerro del zacate.

## Ubicación
La zona urbana de Santa Catarina Zacatepec se ubica dentro del parque nacional El Tepozteco y la tenencia de sus tierras son de régimen comunal. Esta población colinda al norte con la zona Tenexcalli del parque nacional El Tepozteco, al sur con la zona El Texcal (2,683 hectáreas) del parque nacional El Tepozteco y con el Parque Estatal El Texcal (400 hectáreas), al oriente con la cabecera municipal y al poniente con el municipio de Cuernavaca.

## Economía
La principal actividad económica corresponde a la agricultura, principalmente a la producción de maíz, jitomate y pepino. Por ser un destino de paso entre la capital morelense y el pueblo mágico de Tepoztlan, diariamente recibe una afluencia de turistas, llamados por los platillos de diversas regiones de Morelos que se preparan en las fondas localizadas a lo largo de la comunidad.

## Bellezas naturales
En la comunidad de Santa Catarina Zacatepec se encuentran muchas bellezas naturales como el ojo de agua (Alwazko) y el ojo de agua chico (Texolotla) ubicados ambos al sur de esta comunidad.
En el ojo de agua (Alwazko) se encuentra un majestuoso árbol de ahuehuete que según cuentan los pobladores tiene muchos años de antigüedad y se dice que de ese árbol brota el agua. El otro ojo de agua (Texolotla) se asemeja a una cueva y sobre ella crece la vegetación del lugar. Además podemos encontrar barrancos que en época de lluvias presentan una corriente abundante. Algunos de estos barrancos pueden apreciarse al recorrer las calles de este lugar.

## Historia
En 1580 su nombre nahuatl era Zacatepetlatl, al parecer porque ahí crecía una planta como el zacate, también se le conoció como Santa Catarina Zacatepetl, pero en la segunda década del siglo XX se le llamó temporalmente Gabriel mariaca. El nombre de Zacatepetlatl proviene de tepetlatl= tepetate y de zakatl= zacate que en conjunto significa tepetate de zacate, posiblemente porque el lugar era un llano como el tepetate donde crecían especies o una especie de planta similar al zacate. Zacatepetl proviene de tepetl= cerro y zakatl= zacate que en conjunto significa cerro de zacate.
En la colonización, llegaron los evangelizadores dominicos, que mandaron a edificar el templo a santa catalina de Alejandría y varias cruces, para que los naturales no creyeran en sus antiguos dioses.
Santa Catarina Zacatepec fue una de tantas comunidades que estuvo en el marquesado del valle de Oaxaca, como pago a las acciones militares de Hernán Cortés. 
En la época revolucionaria Pablo González hizo una matanza en Santa Catarina Zacatepec y Tepoztlán en el mes de julio de 1917.
En la actualidad los pobladores de mayor edad hablantes de nahuatl reconocen a Santa Catarina Zacatepec como su nombre original.

## Clima
Su clima predominante es semicálido, húmedo y templado.

## Flora y fauna
Flora: predomina la selva baja caducifolia. Las especies más representativas son: El Casahuate, Tepehuaje, Huaje, Palo dulce, Ámate blanco, Flor de mayo, Copal, Pochote, Pericon, flor de san Miguel, Flor de cerillo, entre otros.
Fauna: predominan los conejos, ratones, cacomixtles, culebras, coyotes, tecolote, iguanas, aves como zopilotes, colibríes, correcaminos y una gran variedad de insectos como chapulines, abejas, nestecuiles, chilmallates, chicharras entre otros más.

## Gastronomía
En Santa Catarina Zacatepec la comida típica es: Mole verde de pepita (pipián), Mole rojo, Tamales de frijol, manteca y sal, Tlacoyos de frijol, Tlaxcales de maíz y de frijol.

## Expresiones artísticas
La expresión que da vida a la comunidad de Santa Catarina Zacatepec son las danzas; entre las más significativas son: la "danza de xochipitzahuac", la "danza de las pastoras", la "danza del chinelo", la "danza de los tecuanes" y la "danza de los tepalcuanes".

## Patrimonio
En Santa Catarina Zacatepec se cuenta con una construcción que sobresale: es el templo de santa catalina de Alejandría, edificada por los dominicos a principios del siglo XVII.

## Idioma nahuatl
Santa Catarina Zacatepec es una de las comunidades que se distingue por el empleo de la lengua nahuatl; es hablado mayormente por los adultos.
El respeto y el cuidado por conservar esa herencia involucra a todos los habitantes de la comunidad ya que es un digno testimonio del patrimonio cultural.